# سیارک ۳۵۳۰
سیارک ۳۵۳۰ (به انگلیسی: 3530 Hammel، نامگذاری:1981EC20) سه هزار و پانصد و سیمین سیارک کشف شده‌است که در ۲ مارس ۱۹۸۱ کشف شد.
قدر مطلق سیارک برابر ۱۳٫۹۰ است.